# Dudu Aouate
Dudu Aouate (hebreiska: דודו אוואט), även kallad Dudu Awat, född 1977 är en israelisk före detta fotbollsmålvakt.
Aouate började sin karriär Hapoel Nazareth men flyttade snart till Maccabi Haifa FC där han blev andramålvakt bakom Nir Davidovich. För att få mer speltid flyttade han till Maccabi Tel-Aviv men byttes och hamnade i Hapoel Haifa där han säsongen 1998-1999 fick ta över Avi Peretz roll som förstamålvakt efter att denne blivit skadad. Hapoel Haifa vann ligan det året och Aouate fick mycket beröm och när Peretz tillfrisknat var Awat självklar som förstamålvakt.
Efter sina framgångar i klubblaget blev han även uttagen till det israeliska landslaget och 2002 ansågs han av många vara landets bästa målvakt. Efter ytterligare framgångar i Israel var det dags för Dudu Aouate att ge sig iväg till Europa där han hamnade i det spanska laget Racing Santander. Han har sedan flytten till Spanien fått möta många av världens bästa spelare. 
Efter en framgångsrik säsong 2005/2006 när han bland annat räddade straffar mot Valencia CF, Real Madrid och gjorde Ronaldinho mållös har FC Barcelona och flera andra lag visat intresse för Aouate.